# Wood Dalling
Wood Dalling är en by och en civil parish i Broadland, Norfolk, England. Orten hade 181 invånare. (2001)